# Trebujena
Trebujena è un comune spagnolo di 6 877 abitanti situato nella comunità autonoma dell'Andalusia. 

## Geografia fisica
È situato alla sinistra del Guadalquivir.